# Tratado de Stettin (1630)

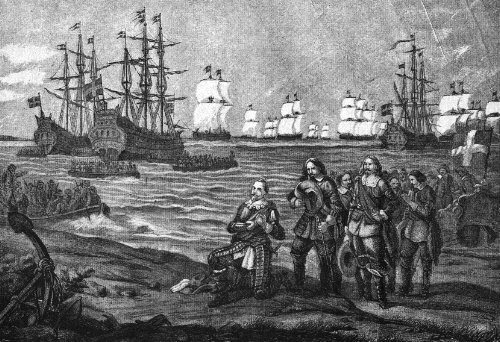
Desembarco de Gustavo II Adolfo de Suecia en Pomerania

El Tratado de Stettin (en sueco: Traktaten o Fördraget i Stettin) o Alianza de Stettin (del alemán: Stettiner Allianz), fue el marco legal para la ocupación del Ducado de Pomerania por parte del Reino de Suecia durante la Guerra de los Treinta Años. Fue concluido el 4 de septiembre de 1630, tras el desembarco sueco el 20 de julio de 1630. Suecia asumió el control militar, y usó Pomerania como punta de lanza para sus campañas en Alemania central y meridional. Luego de la muerte del último duque de Pomerania en 1637, las fuerzas del Sacro Imperio Romano Germánico invadieron Pomerania para asegurar las ambiciones de Brandeburgo a la sucesión del trono, pero fueron derrotados por Suecia en las batallas que estallaron. Algunos de los nobles pomerianos habían cambiado de bando y apoyaron a Brandeburgo. Para el final de la guerra, el tratado fue reemplazado por la Paz de Westfalia (1648) y el subsiguiente Tratado de Stettin (1653), cuando Pomerania fue dividida en una parte occidental sueca, y una parte oriental brandeburguesa (Pomerania Central).

## Antecedentes
Luego de la Capitulación de Franzburgo en 1627, el Ducado de Pomerania fue ocupado por fuerzas de Fernando II de Habsburgo, bajo el comando de Albrecht von Wallenstein. La intervención Sueca en la Guerra de los Treinta Años comenzó con el apoyo militar activo de Stralsund, un puerto pomeranio de la Liga Hanseática que desde la Batalla de Stralsund había resistido la ocupación imperial con el apoyo de los daneses y suecos. Suecia y Stralsund concluyeron una alianza que debía durar veinte años. Las campañas danesas en Pomerania y en otras partes del Sacro Imperio Romano Germánico concluyeron con la Batalla de Wolgast en 1628 y el subsiguiente Tratado de Lübeck en 1629. Con excepción de Stralsund, todo el norte de Alemania fue ocupado por las fuerzas del emperador y la Liga Católica. En 1629, el emperador inició la Re-catolización de estos territorios protestantes al emitir el Edicto de Restitución.
El Tratado de Altmark terminó con la Guerra Polaco-Sueca (1626-1629) en septiembre de 1629, liberando las capacidades militares necesarias para una invasión del Sacro Imperio Romano Germánico. Los planes de Gustavo II Adolfo de Suecia para esta intervención fueron aprobados por una comisión del Riksdag en el invierno de 1627-1628, y aprobados por el Riksråd en enero de 1629.
El 6 de julio de 1630, Gustavo II Adolfo llegó a la isla de Usedom con una flota de 27 navíos y desembarcó cerca de Peenemünde con 13,000 tropas (10,000 infantería y 3,000 caballería en 13 buques de transporte). La fuerza principal de invasión consistía de campesinos entrenados, reclutados para el ejército sueco luego de las reformas militares de Gustavo II Adolfo de 1623. El flanco occidental de la invasión sueca fue limpiado desde Stralsund, el cual sirvió como la base para que las fuerzas suecas barran Rügen y la costa adyacente desde el 29 de marzo hasta junio de 1630. Los motivos oficiales de Suecia fueron:
- La exclusión de Suecia del Tratado de Lübeck (1629),[17]
- El apoyo imperial a Polonia durante la Guerra Polaco-Sueca (1626-1629),[17]
- Liberación del Protestantismo Alemán.[nb 2][17]
- Restitución de la Libertad Alemana.[nb 2][17]

La fuerza anfibia sueca se encontró con la fuerza de ocupación imperial de Albrecht von Wallenstein en Pomerania, comandada por Torquato Conti. Gran parte del ejército imperial se encontraba atrapado en Italia y no podía reaccionar. Wallenstein, quien dos años antes había expulsado a las fuerzas de invasión danesas del mismo lugar estaba a punto de ser relevado. El 9 de julio, las fuerzas suecas tomaron Stettin, pero durante todo el año 1630 se conformaron con establecerse en el estuario del río Oder.

## El Tratado y sus enmiendas

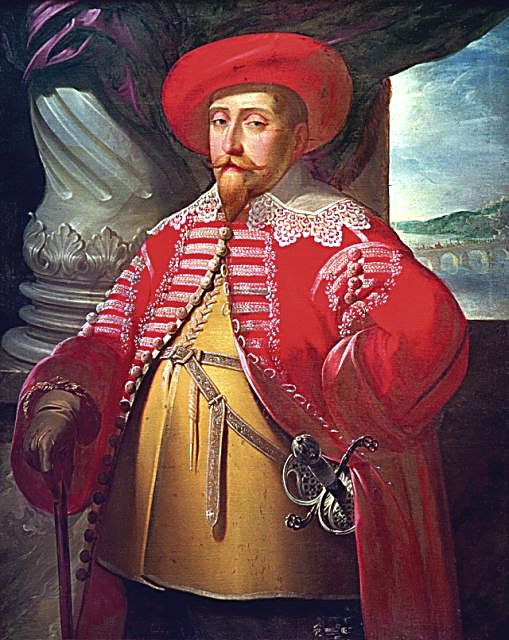
Gustavo II Adolfo de Suecia

El primer borrador de una alianza Sueca-pomerania, sobre la cual los consejeros Ducado de Pomerania habían estado trabajando desde el 20 de julio de 1630 fue rechazada por Gustavo II Adolfo de Suecia. Un segundo borrador fue devuelto al consejo, junto con una lista de modificaciones sobre las que Suecia insistía. El 22 de agosto, las negociaciones en sí entre Pomerania y Suecia empezaron, y el 1 de septiembre el mismo Gustavo Adolfo se unió a las mismas. Las negociaciones finales duraron hasta el 2-4 de septiembre.
El tratado final fue hecho el 4 de septiembre, pero antedataba al 20 de julio de 1630. La alianza debía ser "eterna". El tratado también incluía la alianza con Stralsund de 1628, la cual fue concluida cuando el pueblo resistió la Capitulación de Franzburgo y luego fue asediada por el ejército de Albrecht von Wallenstein.
Tratados subsiguientes al de Stettin fueron la "Constitución de la Defensa de Pomerania" el 30 de agosto de 1630, y la "Orden de Acuartelamiento" de 1631. El Rey de Suecia y los oficiales de alto mando fueron otorgados control absoluto sobre los asuntos militares del ducado, mientras que los poderes políticos y eclesiásticos se mantuvieron en manos de los duques, nobles y los pueblos. Los asuntos exteriores del ducado recaían sobre la Corona sueca. Las enmiendas fueron necesarias porque la nobleza de Pomerania había insistido en mover el control militar del ducado a manos de Suecia, en separación de la alianza Sueca-pomerania.
Las contribuciones pomeranias detalladas en los tratados hacían un monto anual de 100,000 talers. Además, Pomerania fue obligada a proveer a cuatro guarniciones suecas.